# خروته‌بروک
خروته‌بروک (به هلندی: Grootebroek) یک منطقهٔ مسکونی در هلند است که در استیده‌بروک واقع شده‌است. خروته‌بروک ۸٬۴۴۷ نفر جمعیت دارد.